# Świadkowie Jehowy w Norwegii
Świadkowie Jehowy w Norwegii – społeczność wyznaniowa w Norwegii, należąca do ogólnoświatowej wspólnoty Świadków Jehowy, licząca w 2023 roku 12 034 głosicieli, należących do 162 zborów. Na dorocznej uroczystości Wieczerzy Pańskiej w 2023 roku zgromadziło się 17 728 osób. Działalność miejscowych głosicieli koordynuje Skandynawskie Biuro Oddziału w Danii.

## Historia

### Początki
W roku 1892 do Norwegii powrócił ze Stanów Zjednoczonych Norweg Knud Pederson Hammer, który na emigracji przyjął wierzenia Badaczy Pisma Świętego. Rozpoczął on działalność kaznodziejską w okolicach Skien, jednak wkrótce został zmuszony wyjechać do Stanów Zjednoczonych. W roku 1894 zaczęły się ukazywać publikacje religijne w języku duńsko-norweskim. W roku 1899 na prośbę C.T. Russella Knud Pederson Hammer ze Stanów Zjednoczonych ponownie udał się do Norwegii. Rozpowszechniał on dwa pierwsze tomy „Wykładów Pisma Świętego”. Pierwszym Badaczem Pisma Świętego został Ingebret Andersen. Wkrótce, w roku 1900, powstał pierwszy w Norwegii, co najmniej 10-osobowy zbór w Skien.
W roku 1903 przybyli do Norwegii pionierzy – Fritiof Lindkvist, Viktor Feld i E. Gundersen. Działali m.in. w Trondheim, Bergen i Narwiku. W 1904 roku w mieście Kristiania otwarto Biuro Towarzystwa Strażnica. Anna Andersen (były oficer Armii Zbawienia), podróżując na rowerze, dotarła z działalnością ewangelizacyjną do wszystkich miast kraju. W roku 1905 zbory działały w Skien, Narwiku, Bergen i Kristianii. W tym ostatnim mieście odbyło się pierwsze zgromadzenie krajowe, na którym obecnych było 15 osób, a trzy z nich zostały ochrzczone. Rok później takie zgromadzenie odbyło się w Bergen. Od roku 1909 zgromadzenia urządzano co roku, a mówcy byli zapraszani z Danii, Finlandii i Szwecji.
W 1909 roku kraj ponownie odwiedził Charles T. Russell, który wygłosił przemówienia w Bergen i Kristianii. W roku 1911 Russell przemawiał w Skien, gdzie wysłuchało go około 1200 osób, wśród których było 61 Badaczy Pisma Świętego. Trzy lata później Henry Bjørnestad, został pierwszym pielgrzymem (podróżującym przedstawicielem Towarzystwa Strażnica) regularnie odwiedzającym zbory w Norwegii i Szwecji.
W grudniu 1914 roku rozpoczęto w norweskich miastach wyświetlać „Fotodramę stworzenia”. W 1915 roku grupy studium Biblii były w stolicy oraz m.in. w Kopervik, Skien, Tromsø i okolicach Narviku. W latach 20. XX wieku Alexander H. Macmillan, w kilku miastach wygłaszał przemówienie „Miliony ludzi z obecnie żyjących nigdy nie umrą”, m.in. w Kristianii dwukrotnie jednego dnia w przepełnionej auli uniwersyteckiej.
Od roku 1904 do 1916 nadzór nad działalnością sprawował Fritiof Lindkvist. Po nim do roku 1921 nadzór przejęły biura w Szwecji i w Danii. Od roku 1921 do 1945 funkcję sługi oddziału powierzono Enokowi Ömanowi. W roku 1925 utworzono Biuro Północnoeuropejskie z siedzibą w Kopenhadze, które sprawowało nadzór nad działalnością w Danii, Norwegii, Szwecji, Finlandii i państwach bałtyckich. Biurem tym kierował Szkot przybyły z Londynu, William Dey, któremu jako sługa oddziału w Norwegii podlegał Enok Öman.
Szwedzcy współwyznawcy wyjeżdżali do Norwegii, by tam rozpowszechniać publikacje. Badaczami Pisma Świętego zostali m.in. Rasmus Blindheim oraz Theodor Simonsen, duchowny wyznania Wolna Misja, którzy prowadzili działalność w całej Norwegii. Andreas Øiseth wyruszył w podróż ewangelizacyjną na północ, a potem stopniowo przemieszczał się na południe wzdłuż fiordów, nie pomijając żadnej miejscowości. Podczas 8-letniej podróży przemierzył niemal cały kraj. Dwóch innych głosicieli wyruszyło na północ wzdłuż wybrzeża Norwegii 12-metrową łodzią motorową Elihu, a później Esther i Ruth i dotarli aż do Arktyki. Prowadzili działalność ewangelizacyjną wśród mieszkańców wysp, latarni morskich, nadbrzeżnych wiosek oraz odległych osad górskich, rozpowszechniając w ciągu roku około 16 tysięcy publikacji.

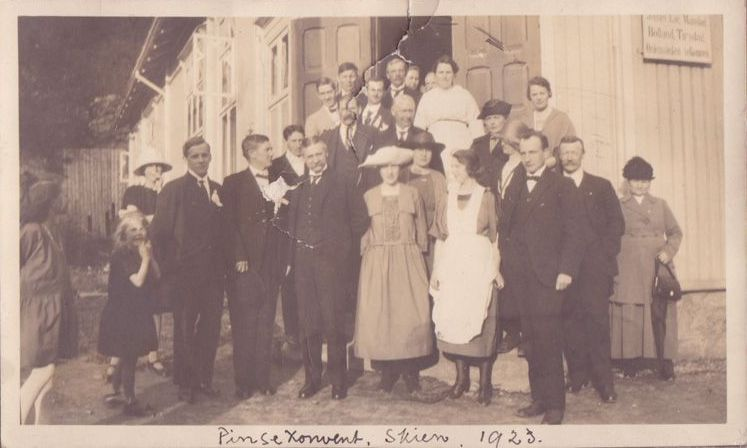
Zbór w Skien (1923)

W 1921 roku odbył się kongres w Bergen. W maju 1925 roku w Örebro w Szwecji zorganizowano kongres dla całej Skandynawii, na który przybyła 30-osobowa grupa z Norwegii. Przyjechali z Oslo pociągiem w zarezerwowanym wagonie. We wrześniu i październiku 1925 William Dey odwiedzał norweskie zbory, organizując działalność w zborach zgodnie ze wskazówkami Biura Głównego.
W marcu 1925 roku zaczęto wydawać w języku norweskim czasopismo „Złoty Wiek” (obecnie „Przebudźcie się!”). Do 1936 roku gdy w norweskim wydaniu czasopismo zmieniło tytuł na „Ny Verden” („Nowy Świat”), pozyskano 6190 prenumeratorów.
W 1928 roku na peryferiach Bergen wybudowano pierwszą salę, w której urządzano zebrania.
Na początku lat 30. XX wieku około 70-osobowy zbór w Oslo wynajmował na weekendy autokary, by głosiciele mogli dojechać do pobliskich miast, by tam prowadzić działalność kaznodziejską. W roku 1936 na kongresy do Bergen i Oslo przyjechał przedstawiciel Biura Głównego Towarzystwa Strażnica – Matthew A. Howlett. Przemawiał na tych dwóch zgromadzeniach do ogółem 1824 osób, wśród których było 265 głosicieli. W roku 1938 liczba głosicieli w Norwegii wzrosła do 328.
Na początku II wojny światowej zanotowano liczbę 462 głosicieli. Jako jedyna społeczność religijna w Norwegii przeciwstawili się nazistom. 8 czerwca 1941 roku funkcjonariusze Gestapo przeprowadzili akcję w ramach której odwiedzili wszystkich sług zborów w Norwegii i zakazali prowadzenia działalności kaznodziejskiej pod groźbą wysyłania do obozów koncentracyjnych. Tego samego dnia skonfiskowano dużą część majątku Towarzystwa Strażnica w Biurze Oddziału, a personel biura zabrano na przesłuchania, lecz nikt nie został aresztowany. 21 lipca 1941 roku władze wojskowe zajęły budynek Towarzystwa Strażnica w Oslo i zakazały prowadzenia działalności kaznodziejskiej oraz przeprowadzania zebrań. Konfiskowano literaturę biblijną, głosicieli próbowano zastraszyć możliwością wysłania do obozów koncentracyjnych oraz zmuszano do podpisywania oświadczenia o przyjęciu do wiadomości zakazu wszelkiej działalności Świadków Jehowy. Mimo to na polanach leśnych lub oddalonych od innych zabudowań gospodarstwach czasem organizowano nawet niewielkie zgromadzenia. W roku 1943 w okolicach miasta Ski odbyło się w konspiracji zgromadzenie pod hasłem „Wolny naród” z udziałem 180 głosicieli. W czasie wojny „Strażnica” była przemycana z Danii oraz Szwecji, a następnie tłumaczona na język norweski, przepisywana na maszynie i rozprowadzana poprzez siatkę kurierów po całym kraju. W latach 1940–1945 liczba głosicieli wzrosła z 462 do 689 pomimo zakazu oraz wojny.

### Rozwój działalności
Po zakończeniu wojny, w lipcu i sierpniu 1945 William Dey przyjechał do Norwegii by na nowo zorganizować działalność zborów. W październiku 1945 roku zaczęto wydawać „Strażnicę” w języku norweskim. W grudniu tego roku Norwegię odwiedził Nathan H. Knorr wraz z Miltonem G. Henschelem. W miejsce Enoka Ömana nadzorcą oddziału został William Dey, a w lutym 1946 Marvin F. Anderson ze Stanów Zjednoczonych.
We wrześniu i październiku roku 1946 kongresy pod hasłem „Weselące się narody” odbyły się w Oslo, Bergen i Trondheim, na które przybyło ogółem 3011 osób, a 52 ochrzczono. Liczba głosicieli wynosiła wówczas 766. W grudniu tego roku, wznowiono działalność nadzorców obwodów, po około pięcioletniej przerwie. W 1947 roku ogólnokrajowy kongres pod hasłem „Rozrost wszystkich narodów” odbył się w Oslo, na którym było obecnych 1446 osób, w tym Nathan Homer Knorr. W 1948 do Norwegii przybyli pierwsi absolwenci Biblijnej Szkoły Strażnicy – Gilead: Hans Peter Hemstad i Gunnar Marcussen. Obaj po powrocie do kraju usługiwali jako nadzorcy podróżujący oraz pracowali w Domu Betel.
W listopadzie i grudniu 1949 roku aresztowano osoby głoszące na ulicach w Oslo sugerując, że nie posiadają odpowiedniego zaświadczenia wydanego przez władzę. Początkowo głosiciele byli po kilku godzinach wypuszczani. Kiedy zatrzymania zdaniem policji nie przyniosły rezultatu siedmioro głosicieli postawiono przed sądem i skazano na niewielkie grzywny lub trzy dni pozbawienia wolności. Ponieważ jednak chodziło o prawo do swobodnego wyrażania przekonań religijnych złożono odwołanie do Sądu Najwyższego. W tym czasie aresztowania się powtarzały, a grzywny były coraz wyższe. Jednak 17 czerwca 1950 roku Sąd Najwyższy uchylił wyrok wydany przez sąd miejski oraz uniewinnił głosicieli, przyznając im prawo do publicznego głoszenia i rozpowszechniania literatury na ulicach. Rok później w kraju przekroczono liczbę 2 tysięcy głosicieli.
W 1951 roku na zgromadzeniu pod hasłem „Czyste wielbienie” w Lillehammer przemawiali N.H. Knorr i M.G. Henschel. Wśród 2391 obecnych byli delegaci z całego kraju, a 89 osób ochrzczono. W tym samym roku delegaci z Norwegii byli obecni na kongresie międzynarodowym w Londynie, a w 1953 120-osobowa delegacja norweskich głosicieli wyjechała na kongres międzynarodowy pod hasłem „Społeczeństwo Nowego Świata” w Nowym Jorku. W roku 1955 około 2000 norweskich delegatów uczestniczyło w kongresie międzynarodowym pod hasłem „Tryumfujące Królestwo” w Sztokholmie. W roku 1965 zorganizowano kongres międzynarodowy pod hasłem „Słowo prawdy” w którym oprócz norweskich Świadków Jehowy uczestniczyły delegacje zagraniczne (w tym ok. 7 tysięcy głosicieli większości z Danii). Ogółem skorzystało z niego 12 332 słuchaczy, a 199 ochrzczono. Kongres odbył się również w ich rodzimych językach emigrantów z Jugosławii. Było to największe do 2018 roku zgromadzenie Świadków Jehowy w Norwegii.
W 1968 roku Aksel Falsnes, jako pierwsza osoba posługująca się językiem lapońskim, przyjął wierzenia Świadków Jehowy. W rezultacie jego działalności na początku lat 70. kilku Lapończyków zostało głosicielami. Liczbę 5 tysięcy głosicieli osiągnięto w roku 1969.
W latach 60. XX wieku nadzorcą oddziału został Roar Hagen, a roku 1969 Thor Samuelsen. W 1976 roku w miejsce pojedynczego nadzorcy utworzono Komitet Oddziału. W pierwszym składzie Komitetu Oddziału znaleźli się Thor Samuelsen, Kåre Fjelltveit i Niels Petersen.
19 maja 1984 oddano do użytku nowe Biuro Oddziału wzniesione w Ytre Enebakk, 30 km od Oslo. W uroczystości tej uczestniczył Milton Henschel należący do Ciała Kierowniczego. Na budowie pracowało ochotniczo około 2000 Świadków Jehowy z Norwegii oraz z innych krajów.
Na początku lat 80. tylko kilka norweskich zborów posiadało zakupione lub wybudowane własne Sale Królestwa. W 1983 roku wzniesiono pierwszą Salę metodą szybkościową w miejscowości Askim. Rok później wzniesiono trzy kolejne w miejscowościach Rørvik, Steinkjer i Alta. Budowy te zostały ukończone w ciągu kilku dni. W ciągu kolejnych 10 lat metodą szybkościową wzniesiono około 80 Sal Królestwa.
W roku 1986 powstał pierwszy zbór (Oslo-Łaciński) skupiający głosicieli posługujących się językiem hiszpańskim lub portugalskim pochodzących głównie z Ameryki Łacińskiej. Pierwszy zbór angielskojęzyczny powstał w stolicy w roku 1990. W 2008 roku w Oslo powstał zbór norweskiego j. migowego. Program niektórych zebrań i większych zgromadzeń na norweski język migowy tłumaczono już od lat 70. XX w. dla kilku grup posługujących się tym językiem migowym.
W 1987 roku kutrem Skagstein dotarto do wszystkich nabrzeżnych osad, by prowadzić tam działalność kaznodziejską. Trzy lata później zbudowano za kołem podbiegunowym 21 Sal Królestwa. Jedna z nich znajduje się w Hammerfest — najdalej na północ wysuniętym mieście europejskim. W 1994 roku wybudowano Salę Zgromadzeń w Oslo, z której korzysta połowa głosicieli w kraju. W 2003 roku otwarto Salę Królestwa w Bergen, w której mogą się odbywać także większe zgromadzenia.
W 1990 roku utworzono Komitety Łączności ze Szpitalami, które organizują spotkania z personelem medycznym oraz udzielają pomocy Świadkom Jehowy w kontaktach ze służbą zdrowia. Komitet działający na terenie Oslo w przeciągu 20 lat od roku 1990 zorganizował 70 takich spotkań oraz udzielił pomocy w ponad 500 przypadkach. Podjęto również współpracę z wieloma lekarzami zgadzającymi się stosować alternatywne metody leczenia wobec przetaczania krwi.
W 1991 roku wydano w języku norweskim Chrześcijańskie Pisma Greckie w Przekładzie Nowego Świata, a w roku 1996 całe Pismo Święte w tym przekładzie.
Biuro Tłumaczeń na język norweski znajduje się w Ytre Enebakk.

### W XXI wieku
W 2008 roku na Pamiątce zgromadziło się 26 676 osób. W latach 1948–2010 ponad 40 misjonarzy Szkoły Gilead pochodziło z Norwegii. W 2012 roku osiągnięto liczbę 11 141 głosicieli, nad którymi nadzór przejęło Skandynawskie Biuro Oddziału w Danii. Delegacje z Norwegii brały udział w kongresach specjalnych, w 2012 roku („Strzeż swego serca!”) w Göteborgu, w roku 2013 („Słowo Boże jest prawdą!”) w Kopenhadze, w 2015 roku („Naśladujmy Jezusa!”) w Sztokholmie w Szwecji, w 2016 roku („Lojalnie trwajmy przy Jehowie!”) w holenderskim Utrechcie oraz w Nuuk na Grenlandii, w 2024 roku („Głośmy dobrą nowinę!”) w Helsinkach, w Baie-Mahault na Gwadelupie i w Filadelfii.
W 2012 roku nadzór nad działalnością w Norwegii przejęło Skandynawskie Biuro Oddziału w Danii. Natomiast w obiektach w Ytre Enebakk zorganizowano norweskie Biuro Tłumaczeń oraz wykorzystuje się je jako miejsce dla teokratycznych szkoleń dla całej Skandynawii.
Jesienią 2015 roku rozpoczęto produkcję literatury i filmów o tematyce biblijnej w języku północnolapońskim. Na język ten przetłumaczono kilka filmów i traktatów oraz jedną broszurę o tematyce biblijnej. Następnie w 2016 i w maju 2017 roku zorganizowano dwie specjalne kampanie, by przetłumaczone materiały udostępnić Lapończykom mieszkających w małych lapońskich wioskach w odległych zakątkach regionu. Wzięło w nich udział około 200 głosicieli z Finlandii, Norwegii i Szwecji.
27 stycznia 2018 roku w Sali Zgromadzeń w duńskim Herlufmagle, Anthony Morris, wówczas członek Ciała Kierowniczego, ogłosił wydanie „Pisma Świętego w Przekładzie Nowego Świata” w języku norweskim, w wersji zrewidowanej z 2013 roku. Program był transmitowany do około 500 miejsc, a skorzystało z niego łącznie 50 274 osoby. W latach 1996–2018 wydrukowano około 97 000 egzemplarzy „Pisma Świętego w Przekładzie Nowego Świata” w języku norweskim, którym posługuje się ponad 11 tysięcy głosicieli na świecie. 
Od 6 do 8 lipca 2018 roku w Oslo odbył się kongres specjalny pod hasłem „Bądź odważny!” z udziałem zagranicznych delegacji z Australii, Finlandii, Holandii, Japonii, Nepalu, Stanów Zjednoczonych i Wielkiej Brytanii.
W 2021 roku osiągnięto liczbę 12 001 głosicieli.
18 listopada 2019 roku norwescy urzędnicy postanowili, że Świadkowie Jehowy w dalszym ciągu mają prawo do otrzymywania środków. W swoim postanowieniu napisali: „Głosowanie w wyborach jest fundamentalnym prawem przysługującym obywatelom Norwegii, ale nie jest ich obowiązkiem. Powstrzymywanie się od korzystania z tego prawa wydaje się być częścią wierzeń Świadków Jehowy, (...) [ale rząd] nie może uważać, że stanowi ono (...) prawną podstawę wycofania się z przekazywania środków budżetowych”. Natomiast w 2022 roku władze zagroziły odebraniem statusu społeczności religijnej. 30 grudnia 2022 roku Sąd Rejonowy w Oslo wydał tymczasowy nakaz wstrzymujący działania władz mające na celu odebranie statusu społeczności religijnej (odmowy rejestracji działalności w poszczególnych krajach, to według Europejskiego Trybunału Praw Człowieka stanowią naruszenie wolności religijnej Świadków Jehowy). 7 października 2024 roku na „Warszawskiej Konferencji Wymiaru Ludzkiego OBWE” Human Rights Without Frontiers potępił dyskryminację Świadków Jehowy] przez rząd Norwegii.
Działalność jest prowadzona w zborach: norwesko-, szwedzko-, angielsko-, hiszpańsko-, francusko-, arabsko-, chińsko-, portugalsko-, pendżabsko-, tamilsko-, tagalsko-, tigrińsko-, persko-, rosyjsko- i polskojęzycznych oraz w norweskim języku migowym (w kilku grupach w jeszcze innych językach, m.in. w arabskim, chińskim, chorwackim, rumuńskim, suahili – również w tych językach przeprowadza się program kongresów). W 2017 roku funkcjonowało 110 Sal Królestwa.

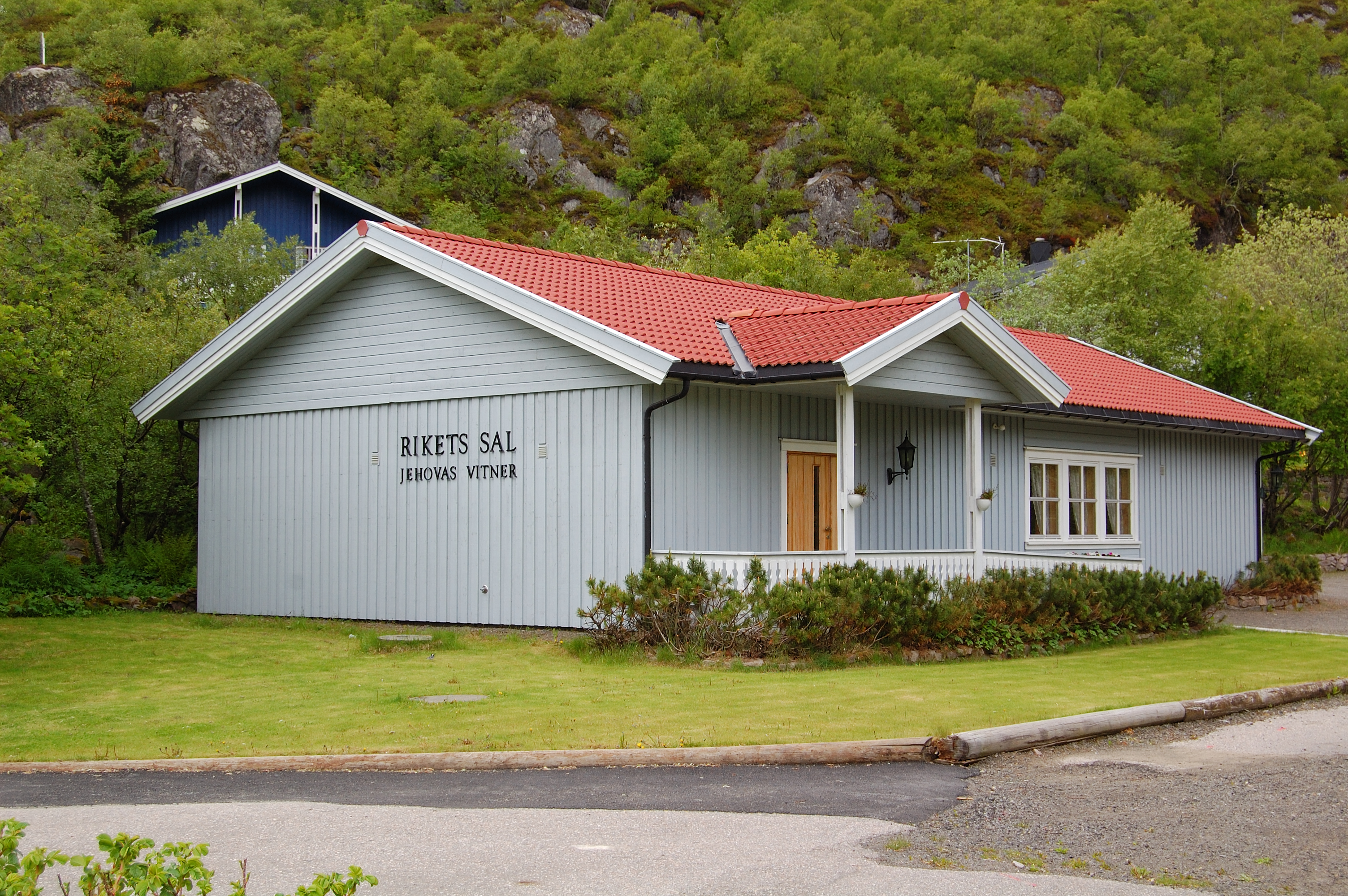
w (Svolvær, Lofoty)...
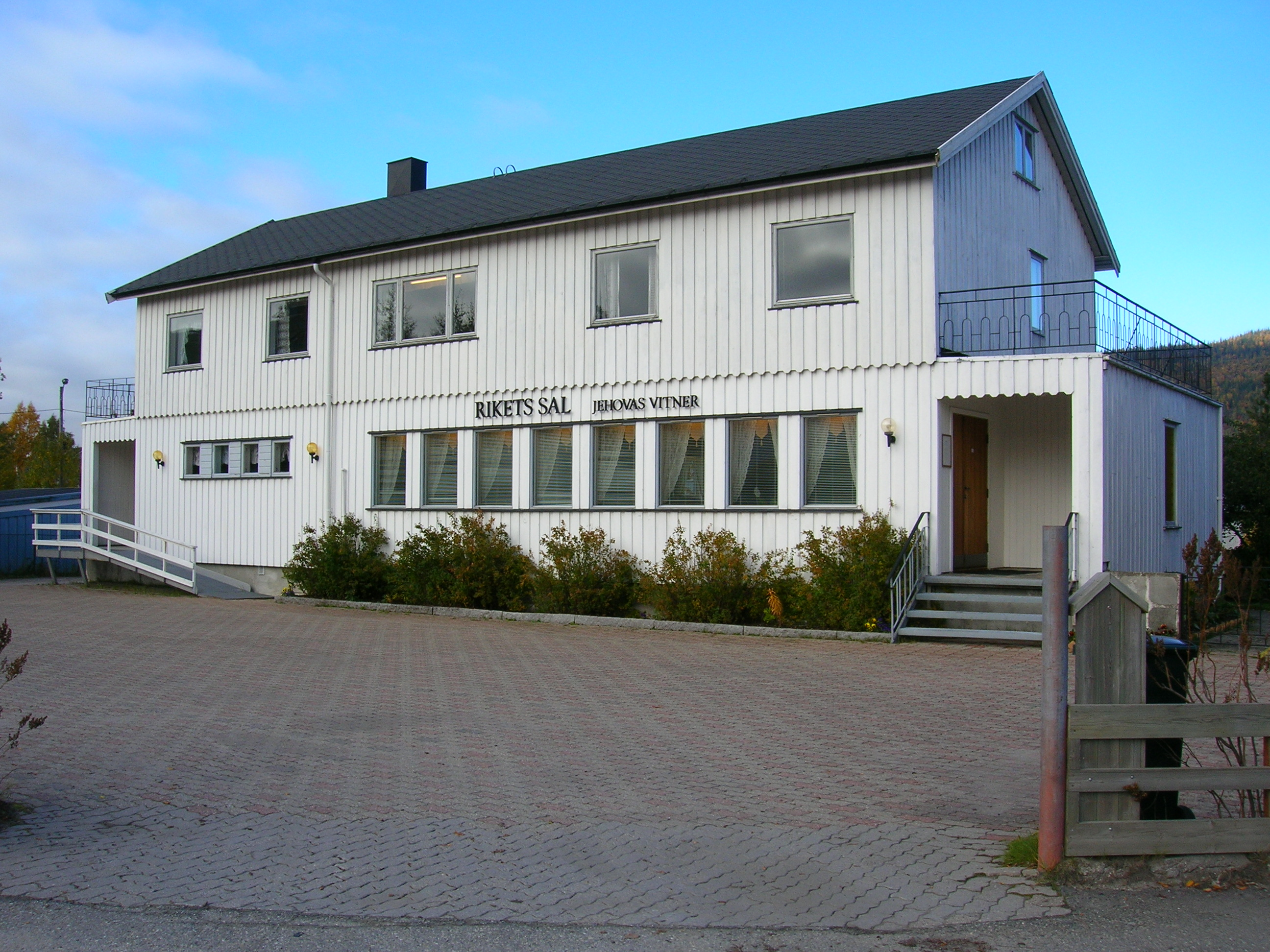
...(Gruben, gmina Rana)...
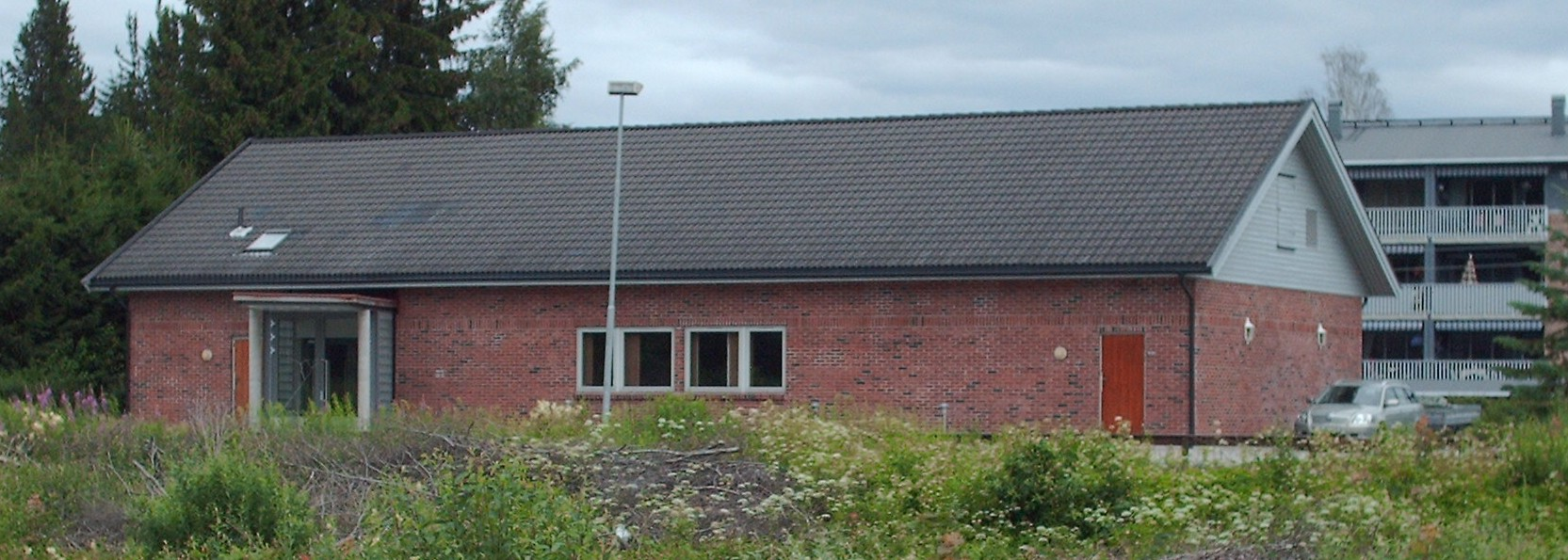
...(w Hønefoss)

## Zbory polskojęzyczne
Zbory polskojęzyczne działają w Oslo (dwa), Asker, Bergen, Heggedal, Kristiansand, Larvik i Sandnes, a grupy w Haugesund i Tiller (k. Trondheim) (do 2020 roku także w Ålesund, Horten, Molde, Sellebakk i Skien). Należą one do obwodu polskojęzycznego: EU Polish 5A. Kongresy regionalne i zgromadzenia obwodowe w języku polskim odbywają się w Sali Zgromadzeń w Oslo (np. w kongresie ph. „Lojalnie trwajmy przy Jehowie!” 8–10 lipca, uczestniczyło 911 polskojęzycznych obecnych ze Skandynawii, a 9 zostało ochrzczonych).